# Hexx: Heresy of the Wizard
Hexx: Heresy of the Wizard est un jeu vidéo de rôle développé et édité par Psygnosis en 1994 sur PC. Il fait suite à Bloodwych, édité en 1989 par Image Works.